# Rząd Irlandii
Rząd Irlandii (irl.: Rialtas na hÉireann, ang.: Government of Ireland) – jest gabinetem, który sprawuje władzę wykonawczą w Irlandii.
Na czele rządu stoi premier (Taoiseach). Według Konstytucji Irlandii rząd musi zawierać od 7 do 15 ministrów - członków parlamentu (Oireachtas).

## Bieżący rząd Irlandii
Po wyborach w lutym 2020 roku i długich negocjacjach od 27 czerwca 2020 roku premierem jest Micheál Martin, (Fianna Fáil). Obecna umowa koalicyjna zakłada że premier będzie się zmieniał co pół roku na lidera drugiej głównej partii koalicyjnej.
| Zdjęcie     | Imię i nazwisko     | Funkcja w rządzie                                                             | Partia      |
| ----------- | ------------------- | ----------------------------------------------------------------------------- | ----------- |
|             | Micheál Martin      | Premier (Taoiseach)                                                           | Fianna Fáil |
|             | Leo Varadkar        | Wicepremier (Tánaiste) Minister ds. Przedsiębiorczości, handlu i zatrudnienia | Fine Gael   |
|             | Paschal Donohoe     | Minister Finansów                                                             | Fine Gael   |
|             | Helen McEntee       | Minister Sprawiedliwości                                                      | Fine Gael   |
|             | Simon Coveney       | Minister Spraw zagranicznych Minister Obrony                                  | Fine Gael   |
|             | Stephen Donnelly    | Minister Zdrowia                                                              | Fianna Fáil |
| Norma Foley | Norma Foley         | Minister Edukacji                                                             | Fianna Fáil |
|             | Michael McGrath     | Minister ds. Wydatków publicznych i reform                                    | Fianna Fáil |
|             | Darragh O’Brien     | Minister ds. Miszkalnictwa, samorządu lokalnego i dziedzictwa                 | Fianna Fáil |
|             | Charlie McConalogue | Minister Rolnictwa, żywności i gospodarki morskiej                            | Fianna Fáil |
|             | Heather Humphreys   | Minister Ochrony socjalnej Minister ds. Wsi i rozwoju społeczności            | Fine Gael   |
|             | Simon Harris        | Minister ds. Szkolnictwa wyższego, badań, innowacji i nauki                   | Fine Gael   |
|             | Eamon Ryan          | Minister Środowiska, klimatu i komunikacji Minister Transportu                | Green Party |
|             | Catherine Martin    | Minister turystyki, kultury, sztuki, Gaeltacht, sportu i mediów               | Green Party |
|             | Roderic O'Gorman    | Minister ds. Dzieci, równości, niepełnosprawności, integracji i młodzieży     | Green Party |

Udział w obradach rządu biorą również:
| Zdjęcie | Imię i nazwisko     | Funkcja                                                                   | Partia      |
| ------- | ------------------- | ------------------------------------------------------------------------- | ----------- |
|         | Jack Chambers       | Minister Stanu przy premierze Goverment Chief Whip                        | Fianna Fáil |
|         | Pippa Hackett       | Minister Stanu ds. Użytkowania gruntów i różnorodności biologicznej       | Green Party |
|         | Hildegarde Naughton | Minister Stanu ds. Transportu międzynarodowego i drogowego oraz logistyki | Fine Gael   |